# Syringonomus typicus
Syringonomus typicus is een rondwormensoort uit de familie van de Leptosomatidae. De wetenschappelijke naam van de soort is voor het eerst geldig gepubliceerd in 1969 door Hope & Murphy.